# Временная военная диктатура Мугани
Временная военная диктатура Мугани была недолговечным антисоветским государством, контролируемым Великобританией, основанным в Ленкоранском районе 1 августа 1918 года. Правительство Мугани не поддерживало независимость Азербайджана, и его возглавил белый русский полковник Т. П. Сухоруков, действовавший под защитой британской оккупации Баку. Мугань была объявлена автономной частью «единой и неделимой России». В декабре 1918 года он был реорганизован в Территориальное управление Мугани. 25 апреля 1919 года в Ленкорани вспыхнул насильственный протест, организованный талышскими рабочими пробольшевистской ориентации, в результате которого было свергнуто Муганское территориальное управление. 15 мая Чрезвычайный съезд «Советов рабочих и крестьянских депутатов» Ленкоранского района провозгласил Муганскую Советскую республику.

## История
Диктатура, объявленная на Мугани Ильяшевичем после свержения Бакинской коммуны 1 августа, заявила о своей верности Антону Деникину. Когда Кавказская исламская армия атаковала Баку, часть армии также двинулась на юг. 3 сентября 1918 г. армия диктатуры во главе с лейтенантом Хошевым сумела дать отпор туркам у Гачаккенда. Представители генерала Томсона, прибывшие в Баку 17 ноября 1918 года, официально признали диктатуру. В январе 1919 года в Ленкорань приехали представители Антона Деникина, но на этот раз диктатура Мугани заявила о своей верности Лазарю Бичехарову, так как не учла требования Мугани.
25 апреля 1919 года в Ленкоране произошел переворот и была образована Муганская советская республика, Ильяшевич был арестован. Верные диктатуре силы покинули Ленкорань и двинулись в Мугань. В июне 1919 года лейтенант Хошев напал на Ленкорань и попытался свергнуть Советскую республику, но потерпел неудачу. 17 июня силы Хусейна Рамазанова, верные АДР, захватили Астару с помощью вспомогательных сил из Ирана. Однако 23 июля 1919 года диктаторская армия атаковала с севера, а армия АДР — с юга, положив конец Муганской советской республике. Верные Советской республике войска отступили к Желтому острову. К 8 августа город был взят армией лейтенанта Хошева.

## Административная структура
Столицей диктатуры было село Гойтапа. Население состояло в основном из русских колоний. Его территория располагалась на западе до города Билясувар в Ардебиле, на юге до села Нариманабад в Ленкорани, на востоке до села Гачагкенд в Нефтчале.